# Mount Ida
Mount Ida é uma cidade localizada no estado americano de Arkansas, no Condado de Montgomery.

## Demografia
Segundo o censo americano de 2000, a sua população era de 981 habitantes.
Em 2006, foi estimada uma população de 965, um decréscimo de 16 (-1.6%).

## Geografia
De acordo com o United States Census Bureau, a localidade tem uma área de 4,2 km², sem área coberta por água. Mount Ida localiza-se a aproximadamente 268 m acima do nível do mar.

## Localidades na vizinhança
O diagrama seguinte representa as localidades num raio de 40 km ao redor de Mount Ida.